# (38976) Taeve
(38976) Taeve est un astéroïde de la ceinture principale.

## Description
(38976) Taeve est un astéroïde de la ceinture principale. Il fut découvert le 21 octobre 2000 à Drebach par Gerhard Lehmann. Il présente une orbite caractérisée par un demi-grand axe de 2,45 UA, une excentricité de 0,10 et une inclinaison de 5,0° par rapport à l'écliptique.

## Compléments